# Lennart Wenström-Lekare
Helge Lennart Wenström-Lekare, född 14 april 1924 i Huddinge, död 28 mars 2011 i Danderyd, var en svensk musiker.
Han växte upp i Flen. Wenström-Lekare har bland annat deltagit i arbetet med att sammanställa 1986 års upplaga av Den svenska psalmboken och har komponerat musiken till Lova Herren, sol och måne. Han har varit lektor vid Kungliga Musikhögskolan i Stockholm och musiklärare i Djursholms samskola. Han har bland annat skrivit boken Skål på dig Gud! : en filosofisk betraktelse (2005). Som fritidspolitiker har han varit ledamot av kommunfullmäktige i Danderyds kommun för Miljöpartiet de gröna.